# Strakov
Strakov település Csehországban, a Svitavyi járásban. Strakov Semanín, Benátky, Janov, Česká Třebová és Litomyšl településekkel határos. Lakosainak száma 262 fő (2024. január 1.).

## Népesség
A település lakosságának változását az alábbi diagram mutatja:
| Lakosok száma | 373  | 319  | 294  | 221  | 206  | 207  | 231  | 243  | 245  | 262  |
|               | 1869 | 1900 | 1921 | 1961 | 1980 | 2011 | 2016 | 2019 | 2021 | 2024 |